# Николаев, Владимир Геннадьевич
Владимир Геннадьевич Николаев (род. 1968, Чебоксары, СССР) — российский социолог, переводчик, специалист в области истории и теории социологии, чикагской социологической традиции, социологии города и урбанистики. Кандидат социологических наук, доцент кафедры общей социологии НИУ ВШЭ, старший научный сотрудник отдела социологии и социальной психологии ИНИОН РАН. Один из крупнейших переводчиков социально-научной литературы в России.

## Биография
Родился в 1968 году в Чебоксарах. Окончил школу с золотой медалью.
В 1992 году окончил специалитет МГУ им. М. В. Ломоносова по специальности «Социология».
В 1996 году защитил кандидатскую диссертацию по социологии, тема диссертации: «Проблема социальной нормы на стыке социологии и психиатрии».
В 1998—2006 годах преподавал на социологическом факультете МГУ им. М. В. Ломоносова.
С 1998 г. по настоящее время — доцент кафедры общей социологии департамента социологии факультета социальных наук НИУ ВШЭ (с 2006 г. штатный сотрудник).
Член редколлегий журналов «Личность. Культура. Общество» (с 2000 г.), «Социологический ежегодник» (с 2009 г.), «Городские исследования и практики» (с 2015 г.), «Вопросы социальной теории» (с 2016 г.) и др.
Победитель книжной премии имени Б. А. Грушина. Номинация «Лучший перевод».
Пишет стихи и прозу, участвует в литературной группе «Перекрёстки».

## Труды
Переводы, статьи, книги:

### Переводы
- Мид Дж. Г. Философия настоящего. 2-е изд. / Сост. В. Г. Николаев, пер. с англ. В. Г. Николаева. — М.: Издательский дом НИУ ВШЭ, 2023. — ISBN 9785759810995.
- Лассуэлл Г. Д. Техника пропаганды в мировой войне / Сост. В. Г. Николаев, пер. с англ. В. Г. Николаева, отв. ред. Д. В. Ефременко; вступ. статья Д. В. Ефременко, И. К. Богомолова. — М.: ИНИОН РАН, 2021. — ISBN 978-5-248-00976-3
- Кули Ч. Х. Избранное: Сб. переводов / Сост. В. Г. Николаев, пер. с англ. В. Г. Николаева. — М.: ИНИОН РАН, 2019. — ISBN 978-5-248-00897-1.
- Андерсон Б. Воображаемые сообщества. Размышления об истоках и распространении национализма / Пер. с англ. В. Г. Николаева, под ред. С. П. Баньковской, под общ. ред. С. П. Баньковской. — М.: Кучково поле, 2016. — ISBN 978-5-9950-0421-9.
- Чикагская школа социологии: Сб. переводов / Пер с англ. В. Г. Николаева, сост. В. Г. Николаев, отв. ред. Д. В. Ефременко. — М.: ИНИОН РАН, 2015. — ISBN 978-5-248-00772-1.
- Парк Р. Избранные очерки: Сб. переводов. / Сост. и пер. с англ. В. Г. Николаев, отв. ред. Д. В. Ефременко. — М.: ИНИОН РАН, 2011. — ISBN 978-5-248-00602-1.
- Интеракционизм в американской социологии и социальной психологии первой половины XX века: Сб. переводов. / Сост. и переводчик В. Г. Николаев, отв. ред. Д. В. Ефременко. — М.:ИНИОН РАН, 2010. — ISBN 978-5-248-00526-0.
- Вирт Л. Избранные работы по социологии: Сб. переводов / Пер. с англ. В. Г. Николаев, отв. ред. Л. В. Гирко. — М.: ИНИОН РАН, 2005. — ISBN 5-248-0024-7.
- Маклюэн М. Понимание медиа: Внешние расширения человека / Пер. с англ. В. Г. Николаева. — М.: Жуковский: «КАНОН-пресс-Ц», «Кучково поле», 2003. — ISBN 978-5-9950-1022-7.
- Рэдклифф-Браун А. Р. Метод в социальной антропологии / Пер. с англ. и заключ. ст. В. Г. Николаева. — М. : Канон-Пресс-Ц : Кучково поле, 2001. — ISBN 5-86090-043-0.

### Статьи
- Николаев В. Г. Социологическая теория в России: на распутьях фрагментации и плюрализма // Социологические исследования. 2022. № 1. С. 30-40.
- Николаев В. Г. Патрик Геддес: У истоков социологии города и городских исследований // Социальные и гуманитарные науки. Отечественная и зарубежная литература. Серия 11: Социология. Реферативный журнал. 2021. № 4. С. 164—180.
- Николаев В. Г., Евсеева Я. В. Социология города и городские исследования: введение к тематическому разделу // Социальные и гуманитарные науки. Отечественная и зарубежная литература. Серия 11: Социология. Реферативный журнал. 2019. № 1. С. 6-10.
- Николаев В. Г. Быстрое и медленное: социальная организация времени в условиях позднего капитализма // Личность. Культура. Общество. 2017. Т. XIX. № 1-2 (93-94). С. 80-92.
- Николаев В. Г. Социальная организация времени и жизненный мир // Вопросы социальной теории. 2017. Т. IX. С. 284—293.
- Николаев В. Г. Переводная социологическая литература в России в 1990—2000-е гг. Краткий обзор и анализ // Личность. Культура. Общество. 2016. Т. XVIII. № 1-2. С. 274—290.
- Николаев В. Г. Движение ради продвижения // Отечественные записки. 2012. № 5 (50). С. 84-94.
- Николаев В. Г. Идентичность, структура опыта и социальная структура // Вопросы социальной теории. 2011. Т. 5. С. 199—222.
- Николаев В. Г. Миграция и маргинализация в интеракционистской перспективе // Социологический журнал. 2010. № 1. С. 5-20.
- Николаев В. Г. Человек маргинальный // Вопросы социальной теории. 2010. Т. IV. С. 354—372.
- Николаев В. Г. Многомерные и редукционистские стратегии в чикагской социологии: случай человеческой экологии // Социологический журнал. 2009. № 2. С. 18-55.
- Николаев В. Г. Символический интеракционизм Герберта Блумера (III) // Социальные и гуманитарные науки. Отечественная и зарубежная литература. Серия 11: Социология. Реферативный журнал. 2009. № 2. С. 152—171.
- Николаев В. Г. Экологический аспект в социологии Э. Ч. Хьюза // Личность. Культура. Общество. 2009. Т. 9. № 48-49 (2)
- Николаев В. Г. Социологизм А. Р. Рэдклифф-Брауна versus культурологизм Л. Уайта: к истории одного принципиального научного разногласия // Личность. Культура. Общество. 2008. Т. 10. № 3-4. С. 64-75.
- Николаев В. Г. Очередь как социальное наследие и элемент образа жизни // Вестник Московского университета. Серия 18: Социология и политология. 2005. № 1. С. 96-112.
- Николаев В. Г. Чикагская школа социологии о преступности // Личность. Культура. Общество. 2003. Т. V. № 3-4 (17-18). С. 189—196.
- Николаев В. Г. Э. Бёрджесс о социализации: Предисловие к публикации // Социальные и гуманитарные науки. Отечественная и зарубежная литература. Серия 11: Социология. Реферативный журнал. 2003. № 3. С. 153—159.

### Книги
- Николаев В. Г. Классики теоретической социологии XX в. Рабочая тетрадь по истории социологии. М. : Издательский дом ГУ-ВШЭ, 2001.
- Николаев В. Г. Советская очередь как среда обитания: Социологический анализ. М. : ИНИОН РАН, 2000.